# 恐懼症列表
恐懼症列表列出以下各式各樣的恐懼症。恐懼症（phobia）是一種精神官能症，特徵為發病者對某些事物或情境會產生莫名的恐懼。

## 恐懼症類別

### A
- 洗澡恐懼症（Ablutophobia）：對於洗澡、洗滌或清潔感到恐懼
- 螨蟲恐懼症（Acarophobia）：對於蟎蟲感到恐懼
- 噪音恐懼症（Acousticophobia）：對於噪音感到恐懼，為聲音恐懼症（Phonophobia）的分支
- 懼高症（Acrophobia）：對於高度感到恐懼
- 飛行恐懼症（Aerophobia）：對於飛行感到恐懼
- 廣場恐懼症（Agoraphobia）：對於公共場所感到恐懼
- 性虐待恐懼症（Agraphobia）：對於性虐待感到恐懼
- 野生動物恐懼症（Agrizoophobia）：對於野生動物感到恐懼，為動物恐懼症（Zoophobia）的分支
- 街道恐懼症（Agyiophobia）：對於街道感到恐懼
- 過馬路恐懼症（Agyrophobia）：對於過馬路感到恐懼
- 回文恐懼症（Aibohphobia）：對於回文感到恐懼，其原文也是回文的一種
- 尖物恐懼症（Aichmophobia）：對於鋒利或尖銳的物體感到恐懼（例如針或刀等）
- 恐貓症（Ailurophobia）：對於貓感到恐懼
- 疼痛恐懼症（Algophobia）：對於疼痛感到恐懼
- 飛塵恐懼症（Amathophobia）：對於飛塵感到恐懼
- 乘車恐懼症（Amaxophobia、Ochophobia、Motorphobia、Hamaxophobia）：對於乘車感到恐懼
- 步行恐懼症（Ambulophobia）：對於步行感到恐懼
- 刮痕恐懼症（Amychophobia）：對於被刮傷的物體感到恐懼
- 恐低症（Anablephobia）：和恐高症相反，這類患者害怕抬頭仰視天空和高樓，上樓梯時也無法抬頭向上看，抬頭的話會覺得自己馬上就要摔倒一樣，這病又稱為仰視恐懼症。
- 男性恐懼症（Androphobia）：對於成年男性感到恐懼[1]
- 心臟病恐懼症（Angionophobia）：對於心臟病感到恐懼
- 恐花症（Anthophobia）：對於花感到恐懼
- 人類恐懼症（Anthropophobia）：對於人或社交感到恐懼，為社交焦慮症的一種形式
- 洪水恐懼症（Antlophobia）：對於洪水感到恐懼
- 單身恐懼症（Anuptaphobia）：對於單身感到恐懼
- 恐水症（Aquaphobia，或稱懼水症）：對於水感到恐懼
- 花生醬恐懼症（Arachibutyphobia）：對於花生醬感到恐懼
- 蜘蛛恐懼症（Arachnophobia）：對於蜘蛛感到恐懼
- 雷電恐懼症（Astraphobia、Brontophobia）：對於雷或閃電感到恐懼
- 不完美恐懼症（Atelophobia）：對於不完美感到恐懼，有一點像潔癖
- 失敗恐懼症（Atychiphobia、Kakorrhaphiophobia）：對於失敗感到恐懼
- 假人恐懼症（Automatonophobia）：對於假人感到恐懼
- 不潔恐懼症（Automysophobia）：對於不潔感到恐懼
- 獨處恐懼症（Autophobia）：對於獨處感到恐懼[2]
- 飛機恐懼症（Aviophobia）：對於乘坐飛機感到恐懼
- 天體恐懼症（Astrophobia）：對於宇宙中的天體感到恐懼。

### B
- 飛彈恐懼症（Ballistophobia）
- 重力恐懼症（Barophobia）：對於重力感到恐懼
- 斜坡恐懼症（Bathmophobia）：對於樓梯或斜坡感到恐懼
- 深淵恐懼症（Bathophobia）: 對於深淵感到恐懼
- 高物恐懼症（Batophobia）：對於站在高樓附近感到恐懼，很容易被誤解為懼低症
- 植物恐懼症（Batonophobia）：對於植物感到恐懼
- 青蛙恐懼症（Batrachophobia）：對於青蛙感到恐懼
- 針恐懼症（Belonephobia）：對於針感到恐懼
- 書籍恐懼症（Bibliophobia）：對於書感到恐懼
- 雙性戀恐懼症（Biphobia）
- 黏液恐懼症（Blennophobia）
- 血液－注射－受傷型恐懼症（Blood-injection-injury type phobia）：DSM-IV分類中屬於特殊恐懼症的亞形

### C
- 癌症恐懼症（Carcinophobia）：對於癌症感到恐懼
- 靜坐恐懼症（Cathisophobia）：對於靜坐感到恐懼
- 鏡子恐懼症（Catoptrophobia）：對於鏡子感到恐懼
- 空室恐懼症（Cenophobia）
- 毛髮恐懼症（Chaetophobia）：對於毛髮感到恐懼
- 化學恐懼症（Chemophobia）：對於化學物質感到恐懼
- 快樂恐懼症（Cherophobia）：對於快樂感到恐懼
- 蝙蝠恐懼症（Chiroptophobia）：對於蝙蝠感到恐懼
- 綠色恐懼症（Chlorophobia）：對於綠色感到恐懼[3]
- 金錢恐懼症（Chrematophobia）：對於金錢感到恐懼
- 色彩恐懼症（Chromophobia、chromatophobia）：對於顏色感到恐懼
- 時間恐懼症（Chronophobia）：對於時間或時間流逝感到恐懼
- 橘色恐懼症（Chrysophobia）：對於橘色感到恐懼[3]
- 食物恐懼症（Cibophobia、Sitophobia）：對於食物感到厭惡，為神經性厭食症的同義詞
- 幽閉恐懼症（Claustrophobia）：對於無法逃脫以及處在封閉的空間中感到恐懼
- 縫隙恐懼症 （Cleftphobia)   : 對於縫隙內有未知事物感到恐懼
- 階梯恐懼症（Climacophobia）：對於攀爬階梯感到恐懼
- 上床恐懼症（Clinophobia）
- 墓地恐懼症（Coimetrophobia）：對於墓地感到恐懼
- 排泄物恐懼症（Coprophobia）：對於糞便或排便感到恐懼[1]
- 世界末日恐懼症（Cosmophobia）：害怕世界末日來臨
- 小丑恐懼症（Coulrophobia）：對於小丑感到恐懼
- 斷崖恐懼症（Cremnophobia）
- 藍色恐懼症（Cyanophobia）：對於藍色感到恐懼[3]
- 電腦恐懼症（Cyberphobia）：對於電腦或學習新科技感到恐懼
- 恐犬症（Cynophobia）：對於狗感到恐懼

### D
- 上學恐懼症（Didaskaleinophobia）：對於去上學感到恐懼
- 決定恐懼症（Decidophobia）：對於做出決定感到恐懼
- 瘋狂恐懼症（Dementophobia）：對於日漸瘋狂感到恐懼
- 邪靈恐懼症（Demonophobia、Daemonophobia）：對於邪靈感到恐懼
- 牙科恐懼症（Dentophobia，或稱牙醫恐懼症）：對於牙醫和牙科手術感到恐懼
- 奔跑恐懼症（Dromophobia）
- 荷蘭恐懼症（Dutchphobia）
- 身體畸形恐懼症（Dysmorphophobia）：對自身體貌缺陷進行誇張或臆想的恐懼

### E
- 教堂恐懼症（Ecclesiophobia）：對於教堂感到恐懼
- 住家恐懼症（Ecophobia）
- 女性生殖器恐懼症（Eurotophobia）：對於女性生殖器感到恐懼
- 自由恐懼症（Eleutherophobia）：對於自由感到恐懼
- 嘔吐恐懼症（Emetophobia）：對於嘔吐感到恐懼
- 人群恐懼症（Enochlophobia）：對於人群感到恐懼
- 黎明恐懼症（Eosophobia，或稱日光恐懼症、曙光恐懼症）
- 手術器材恐懼症（Ergasiophobia）
- 工作恐懼症（Ergophobia、Ergasiophobia）：對於工作感到恐懼
- 性愛恐懼症（Erotophobia）：對於性愛或性虐待感到恐懼
- 臉紅恐懼症（Erythrophobia、Erytophobia、Ereuthophobia，或稱紅色恐懼症）：對於紅色或是臉紅（英语：Blushing）感到恐懼
- 佳音恐懼症（Euphobia，或稱好消息恐懼症）

### F
- 恐法症（Francophobia）
- 寒冷恐懼症（Frigophobia）：對於寒冷的本身或物體感到恐懼
- 水坑恐懼症（Fear of sink holes）

### G
- 恐法症（Gallophobia）
- 婚姻恐懼症（Gamophobia）
- 被笑恐懼症（Gelotophobia）
- 下巴恐懼症（Geniophobia）
- 過橋恐懼症（Gephyrophobia）
- 性交恐懼症（Genophobia、Coitophobia）
- 恐老化症（Gerascophobia）
- 老人恐懼症（Gerontophobia）
- 氣球爆破恐懼症（Globophobia）
- 公開演講恐懼症（Glossophobia）
- 書寫恐懼症（Graphophobia）
- 裸體恐懼症（Gymnophobia）
- 女性恐懼症（Gynophobia）：對於女性感到恐懼

### H
- 口臭恐懼症（Halitophobia）
- 感動恐懼症（Haphephobia）
- 摩擦恐懼症（Harpaxophobia，或稱磨蹭恐懼症）
- 愉悅恐懼症（Hedonophobia）
- 陽光恐懼症（Heliophobia，或稱日光恐懼症）
- 恐血症（Hemophobia、Haemophobia)：害怕血液
- 爬蟲恐懼症（Herpetophobia）害怕爬蟲類
- 異性戀恐懼症（Heterophobia）
- 666恐懼症（Hexakosioihexekontahexaphobia）：害怕數字666（666在西方是一個邪惡的數字）
- 宗教恐懼症（Hierophobia）
- 長字恐懼症（Hippopotomonstrosesquippedaliophobia）：自身也是個長字，字源是怪物一詞的連接形 (monstrum)、河馬屬(hippopotamus)和長字(sesquipedalian)
- 霧恐懼症（Homichlophobia、Nebulaphobia）
- 手槍恐懼症（Hoplophobia）
- 樹木恐懼症（Hylophobia、Dendrophobia）
- 睡眠恐懼症（Hypnophobia、Somniphobia）：害怕入睡

### I
- 白袍恐懼症（Iatrophobia）
- 魚類恐懼症（Ichthyophobia）
- 印象恐懼症（Iconophobia）

### K
- 交換恐懼症（Kainotophobia）
- 失敗恐懼症（Kakorrhaphiophobia）
- 空曠恐懼症（Kenophobia）
- 動作恐懼症（Kinetophobia、Kinesophobia，或稱動態恐懼症）
- 偷竊恐懼症（Kleptophobia、Cleptophobia）
- 空間恐懼症（Koinoniphobia）
- 鈕扣恐懼症（Koumpounophobia）[4]

### L
- 白色恐懼症（Leukophobia）
- 巨響恐懼症（Ligyrophobia）
- 龍捲風恐懼症（Lilapsophobia）
- 細弦恐懼症（inonophobia）
- 幽暗恐懼症（Lygophobia）
- 狂犬病恐懼症（Lyssophobia）
- 湖泊恐惧症（Limnophobia）

### M
- 等待恐懼症（Macrophobia）
- 機械恐懼症（Mechanophobia）
- 黑色恐懼症（Melanophobia）
- 蜜蜂恐懼症（Melissophobia）
- 酒精恐懼症（Methyphobia）
- 恐詩症（Metrophobia）
- 孤獨恐懼症（Monophobia）
- 老鼠恐懼症（Musophobia、Murophobia、Suriphobia，或稱恐鼠症）
- 螞蟻恐懼症（Myrmecophobia）
- 巨物恐懼症（Megalophobia）
- 洁癖（Mysophobia）：比正常人更討厭骯髒

### N
- 屍體恐懼症（Necrophobia）
- 黑人恐懼症（Negrophobia）
- 新事物恐懼症（Neophobia）
- 無手機恐懼症（Nomophobia）：依賴手機
- 疾病恐懼症（Nosophobia）
- 繼母恐懼症（Novercaphobia）
- 黑夜恐懼症（Nyctophobia）

### O
- 人群恐懼症（Ochlophobia）：害怕人群
- 恐酒症（Oenophobia）
- 恐雨症（Ombrophobia）
- 稱呼恐懼症（Onomatophobia）
- 恐蛇症（Ophidiophobia）
- 被注視恐懼症（Ophthalmophobia）：害怕被路人注視
- 睜眼恐懼症（Optophobia）
- 恐鳥症（Ornithophobia）

### P
- 兒童恐懼症（Paedophobia）
- 萬物恐懼症（Panophobia）
- 恐懼恐懼症（Pantophobia）
- 黑色星期五恐懼症（Paraskavedekatriaphobia）
- 貧窮恐懼症（Peniaphobia）：害怕沒錢的感覺
- 魚恐懼症（Pisciphobia）
- 山羊鬚恐懼症（Pogonophobia）
- 恐紫症（porphyrophobia）
- 恐警症

### R
- 輻射恐懼症（Radiophobia）：對於放射線或X射線感到恐懼

### S
- 注視恐懼症（Scopophobia）：對於注視或凝視感到恐懼
- 火車恐懼症（Siderodromophobia）：對於火車或鐵路方面感到恐懼
- 社交恐懼症（Sociophobia）：對於人或社交場合感到恐懼
- 鬼怪恐懼症（Spectrophobia）：對於鬼怪感到恐懼
- 站立恐懼症（Stasiphobia）：對於站立或行走感到恐懼

### T
- 密集恐懼症（Trypophobia）：對密集的東西感到恐懼
- 跨性別恐懼症（Transphobia）
- 13恐懼症（Triskaidekaphobia）
- 電話恐懼症（Telephone phobia）
- 深海恐懼症（Thalassophobia）

### V
- 漂亮女人恐懼症（venustraphobia）：

### W
- 工作場所恐懼症（Workplace phobia）：對於工作場所感到恐懼

### X
- 黃色恐懼症（Xanthophobia）：對於黃色物質感到恐懼
- 樹木恐懼症（Xylophobia）：對於樹木、森林或木頭感到恐懼
- 外國人恐懼症（Xenophobia）

## 延伸閱讀
- Aldrich, C. . Trafford Publishing. 2 December 2002: 224–236. ISBN 1-55369-886-X.

## 外部連結
- The Phobia List（页面存档备份，存于）
- Fear of... （页面存档备份，存于）
- Nursing Degree Guide （页面存档备份，存于）